# Larkana
Larkana hay Larkano (tiếng Urdu:لاڑکانہ [laːɽkaːnaː], tiếng Sindh: لاڙڪاڻو [laːɽkaːnoː]) là một thành phố nằm ở phần tây bắc tỉnh Sindh, Pakistan, và tọa lạc ở quận Larkana. Tháng 8 năm 2000, Larkana jyr niệm trăm năm thành lập. Thành phố nằm ở bờ nam của kênh đào Ghar, cự ly 40 dặm Anh về phía nam Shikarpur và 36 dặm anh về phía đông bắc Mehar.
Thành phố có dân số ước tính năm 2010 là 456.544 người. Đây là thành phố lớn thứ 15 quốc gia này.